# Алі Каялі
Алі Каялі (тур. Ali Kayalı; нар. 29 січня 1965, Народна Республіка Болгарія) — турецький борець вільного стилю, срібний призер чемпіонату світу, чемпіон та триразовий бронзовий призер чемпіонатів Європи, разовий срібний та разовий бронзовий призер Європейських ігор, бронзовий призер Олімпійських ігор.

## Життєпис
Боротьбою почав займатися з 1977 року.
Виступав за спортивний клуб Etibank S.A.S. з міста Сейдішехір, провінція Конья. Тренер — Муса Алі Туналі.

## Спортивні результати на міжнародних змаганнях

### Виступи на Олімпіадах
| Змагання                    | Збірна    | Вагова категорія           | Місце  |
| --------------------------- | --------- | -------------------------- | ------ |
| Літні Олімпійські ігри 1992 | Туреччина | вільна боротьба, до 100 кг | Бронза |

### Виступи на Чемпіонатах світу
| Змагання                        | Збірна    | Вагова категорія           | Місце  |
| ------------------------------- | --------- | -------------------------- | ------ |
| Чемпіонат світу з боротьби 1991 | Туреччина | вільна боротьба, до 100 кг | 14     |
| Чемпіонат світу з боротьби 1993 | Туреччина | вільна боротьба, до 100 кг | Срібло |

### Виступи на Чемпіонатах Європи
| Змагання                         | Збірна    | Вагова категорія           | Місце  |
| -------------------------------- | --------- | -------------------------- | ------ |
| Чемпіонат Європи з боротьби 1991 | Туреччина | вільна боротьба, до 100 кг | Золото |
| Чемпіонат Європи з боротьби 1992 | Туреччина | вільна боротьба, до 100 кг | Бронза |
| Чемпіонат Європи з боротьби 1993 | Туреччина | вільна боротьба, до 100 кг | Бронза |
| Чемпіонат Європи з боротьби 1994 | Туреччина | вільна боротьба, до 100 кг | Бронза |
| Чемпіонат Європи з боротьби 1996 | Туреччина | вільна боротьба, до 100 кг | 10     |

### Виступи на інших змаганнях
| Змагання                           | Збірна    | Вагова категорія           | Місце  |
| ---------------------------------- | --------- | -------------------------- | ------ |
| Гран-прі Німеччини з боротьби 1990 | Туреччина | вільна боротьба, до 100 кг | Срібло |
| Середземноморські ігри 1991        | Туреччина | вільна боротьба, до 100 кг | Золото |